# Chiesa di Saint-Étienne (Nevers)
La chiesa di Saint-Étienne è un edificio religioso di Nevers in Borgogna, costruito nella seconda metà dell'XI secolo, ed è considerato uno dei più rappresentativi dell'architettura romanica francese.

## Storia
La chiesa fu fondata dal conte di Nevers Guglielmo I e costruita tra il 1063 e il 1097, anticipando alcune caratteristiche della costruzione di Cluny III, tra cui la tendenza al gigantismo.
Fu posta, come priorato, sotto l'autorità di Cluny e fu una delle tappe su una delle quattro vie di pellegrinaggio verso Santiago di Compostela.
L'edificio fu danneggiato durante la Rivoluzione francese, soprattutto per quel che riguarda i livelli superiori delle torri che furono demoliti, mentre è ben conservato per quel che riguarda le altre strutture.

## Descrizione

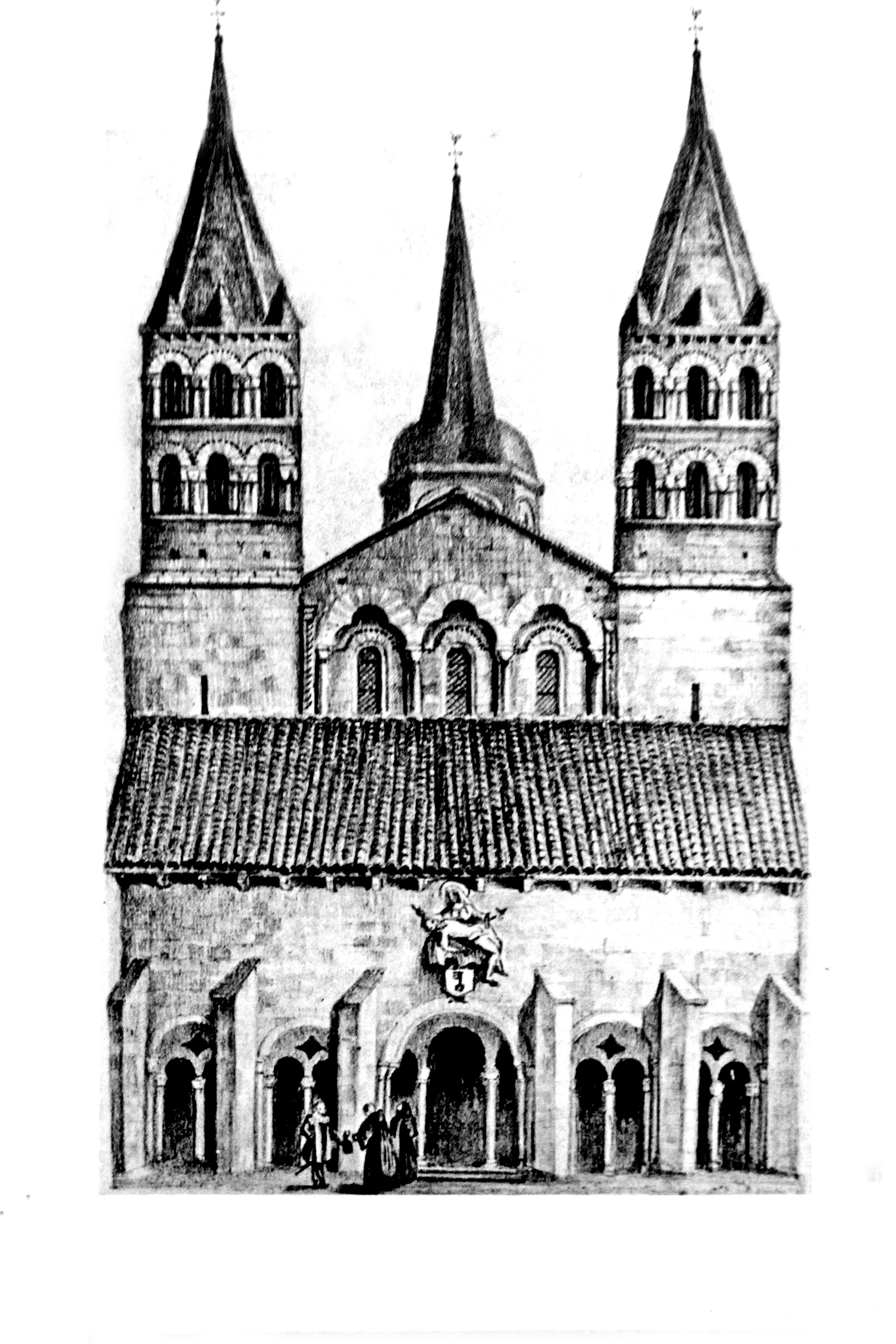
Facciata della chiesa nel 1792

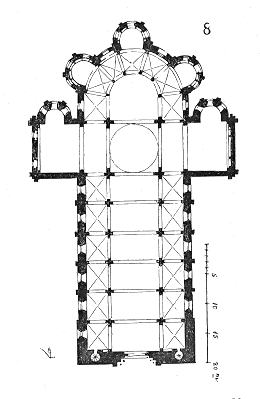
Pianta della chiesa da Viollet-le-Duc

La pianta presenta un impianto a tre navate su sette campate, incrociate ad un ampio transetto con absidiole nei due bracci. Il coro è costituito da un'abside semicircolare a deambulatorio con tre cappelle radiali.
La chiesa rappresenta uno dei primi esempi di edificio, di una certa grandezza, coperto completamente con volte.
Infatti la navata centrale ed il transetto sono coperti con volta a botte a tutto sesto, le navate laterali con volte a crociera ed il matroneo con semibotti. 
Si tratta anche di uno dei primi esempi in viene coperta una struttura basilicale completa con la volta a botte secondo lo schema tipico delle chiese romaniche della Borgogna che corrispondono in pratica a quelle dell'influenza culturale o della diretta dipendenza cluniacense.
La crociera (incrocio tra transetto e navata centrale), marcata da grandi archi, è coperta con una cupola originariamente sormontata da un'alta torre come era comune nel romanico francese.
L'interno, molto sobrio e praticamente privo di elementi decorativi, presenta l'elevazione interna a tre livelli tipica dell'architettura romanica (arcate, tribuna o matroneo, claristorio con piccole finestrature).
L'esterno come anche l'interno è caratterizzato da un accurato paramento murario in conci regolari di pietra da taglio e mostra un aspetto imponente e massiccio anche per la mancanza dei livelli superiori delle torri laterali che furono mozzate durante la Rivoluzione.